# 抑止母音と自由母音
音声学・音韻論において、抑止母音（checked vowel）は一般に強勢のある閉音節に立つ母音であり、自由母音（free vowel）は強勢のある閉音節または強勢のある開音節に立つことができる母音である。 

## 用語の使用
checked vowel、free vowelという用語は本来英語音声学・音韻論の用語であり、多くのゲルマン系の言語では子音に後続する母音とそれ以外の母音が区別されるのが普通であるため、そうでない他の言語の説明にこれらの用語が用いられるのはまれである。 
抑止母音と自由母音はそれぞれ弛緩母音と緊張母音の概念にほぼ対応するが、母音の緊張に関して明確な音声学的な定義がなく、これまでなされてきた定義によると/ɔː/と/ɑː/はアメリカ英語で自由母音のように振る舞うのにもかかわらず弛緩母音であると考えられるため、「弛緩」「緊張」という用語よりも「抑止」(checked)、「自由」(free)という用語のほうがより好まれる場合がある。 
抑止母音という用語は、サポテク語に見られる声門閉鎖を伴う（glottalized）短母音を声門化（laryngealized）母音と対照して指すこともある。また、この用語はミヘ語の声門閉鎖に後続する短母音を指すこともあり、この言語ではʔV, Vʔ, VʔVの音節核が対立する。

## 英語
英語の抑止母音には以下のようなものがある。
- pit の /ɪ/
- pet の /ɛ/
- pat の /æ/
- pot の /ɒ/（cot-caught merger や father-bother mergerの起こらなかった言語変種で）
- put, foot の /ʊ/
- putt, strut の /ʌ/

間投詞にはいくつかの例外が認められる。 
- eh の /ɛ/
- duh, huh, uh, uh-uh, uh-huh の /ʌ/
- nah の /æ/

オノマトペ baa の /æ/ や借用語 pho の /ʌ/（アメリカ英語）なども例外である。固有名詞 Graham や Flaherty は /æ/ で発音されることがある。
自由母音には以下のようなものがある。 
- pee の /iː/
- pay の /eɪ/
- poo の /uː/
- Poe, no の /oʊ/
- paw, ball の /ɔː/
- bra の /ɑː/
- purr, burr の /ɜːr/
- ply, buy の /aɪ/
- pow, bow の /aʊ/
- ploy, boy の /ɔɪ/

シュワー/ə/およびr音化したシュワー/ɚ/は強勢のある音節に立たないため、ふつう抑止母音にも自由母音にも含まれない。 
抑止母音という用語は英語の綴字法の説明にも有用である。 〈a, e, i, o, u〉は、自由母音では/eɪ/, /iː/, /aɪ/, /oʊ/, /uː/、抑止母音では/æ/, /ɛ/, /ɪ/, /ɒ/, /ʊ/と発音される。綴字上、自由母音・抑止母音は歴史的な発音に基づいてしばしば長母音・短母音と称されるが、現代では一部またはすべての自由母音は長母音ではなく二重母音となっている。 
二重子音字は母音が抑止母音であることを示す。例えば、dinner の二重子音字〈nn〉は〈i〉が抑止母音であることを示しており、dinerの子音字〈n〉は〈i〉が自由母音であることを示している。しかし、これによって米式つづりと英式つづりにずれが生じることもある（travelled vs. traveled）。
同様に、語末の単子音に後続する「サイレント e」は、前の抑止母音が自由母音になることを示す（tap /tæp/ vs. tape /teɪp/）。